# Джак Харт
Джак Харт (на английски: Jack Harte) е ирландски писател на произведения в жанра съвременен роман.

## Биография и творчество
Джак Харт е роден на 1 септември 1944 г. в Килендъф, графство Слайго, Ирландия. Когато е на 9 години семейството му се мести в Линсбъро, Лонгфорд, където отраства. Завършва гимназия в Лейнсборо-Балилиг. На 19 години се премества в Дъблин. Работи първоначално на доковете, после на други временни работни места в траспорта, лаборатория, куриерска агенция. Чрез вечерни курсове получава бакалавърска степен по педагогика от Университетския колеж на Дъблин. След дипломирането си е учител в Клондолкин. В периода 1983-2000 г. е директор на колежа в Лукан.
В периода 1979-1991 г. е автор на 24 учебника на английски език за ирландските училища.
През 1986 г. е публикуван първият му сборник с разкази „Murphy in the underworld“ (Мърфи в подземния свят), а вторият му сборник „Птици и други разкази“ е публикуван през 1996 г. Част от разказите са публикувани и в сборника „From Under Gogol's Nose“ (Изпод носа на Гогол) през 2004 г.
Първият му роман „След багера“ е публикуван през 2006 г. Романът е първият по поръчка на Съвета на окръг Слайго в рамките на схемата на ирландското правителство за пърформанс на изкуството. Историята е за семейство Дауд, които са изселени от дома им в Килендъф, за дя станат икономически мигранти в индустрилните райони на страната. Показан е сблъсъка на традиционния ирландски начин на живот и новите реалности на индустриализацията в селските райони. Романът е определен от критиката като един от най-добрите в ирландската литература.
Вторият му роман „Размишления в катраненото буре“ е публикуван за прав път в превод на български през 2007 г. в рамките на фествала „Applonia Arts“. На следващата година е издаден и на английски език. Главен герой е Томи Лофтъс, продавач на религиозни стоки, който заварва местния свещеник в неприлична сцена с момичето, което обича. Той ги заключва в задната част на пикапа си и тръгва да ги хвърли от висока скала в морето. Намерението му предизвиква спомени от досегашния му живот и размишления, които излизат от рамките на църковните догми и императивите на католицизма на фона на провинциалното живот в Северозападна Ирландия.
През 2010 г. е издадена книгата му „Unravelling the Spiral“ (Разгъване на спиралата), в която разказва живота на братовчед си, скулптора Фред Конлън, с когото израстват заедно и са близки приятели до смъртта на Конлън.
Разказите на писателя са преведени в списания и антологии в Ирландия, Британия, САЩ, Австралия, Нова Зеландия, Финландия, Индия и Русия и са включени в училищни христоматии. Автор е на няколко пиеси.
Джак Харт е основател на Съюза на ирландските писатели и Ирландския писателски център. Организира семинари за творческо писане в цялата страна, на национални и международни четения. На негово име е кръстена литературна награда за начинаещи писатели.
Живее със семейството си в Дъблин.

## Произведения

### Самостоятелни романи
- In the Wake of the Bagger (2006)
След багера, изд.: „Алтера“, София (2010), прев. Вергил Немчев (награда за превод)
- Reflections in a Tar-Barrel (2008)
Размишления в катраненото буре, изд.: „Делта Ентъртейнмънт“, София (2007), прев. Вергил Немчев

### Сборници
- Murphy in the underworld: Stories (1986)
- Birds and other Tails (1996)
Птици и други разкази, изд. „Орфей“ (2001), прев. Вергил Немчев
- From Under Gogol's Nose (2004)

### Документалистика
- To the Limits of Endurance: One Irishman's War (2008) – със Сандра Мара
- Unravelling the Spiral: The Life and Work of Fred Conlon /1943-2005/ (2010)
- Arcana (2013)
- Rehabilitating the Serpent (2017)

### Новели
- Homage (1992)

### Поезия
- Poems of Alienation (1969)

### Пиеси
- Language of the Mute (2015)
- The Mysterious History of Things (2016)
- Lugh and Balor (2016)